# شويا توميزاوا
شويا توميزاوا (باليابانية: 富沢 祥也) مواليد 10 ديسمبر 1990 في اليابان - الوفاة 5 سبتمبر 2010 في ريتشوني، كان متسابق دراجات نارية ياباني. نافس في سباقات بطولة العالم لفئة 250 سي سي ولفئة 125 سي سي ولفئة 50 سي سي. توفي إثر حادث تعرض له أثناء السباق.

## سباقات فاز بها
- جائزة قطر الكبرى للدراجات النارية 2010

## وصلات خارجية
- شويا توميزاوا على موقع MotoGP.com (الإنجليزية)

- الموقع الرسمي